# Lauxaniidae
Lauxaniidae zijn een familie uit de orde van de tweevleugeligen (Diptera), onderorde vliegen (Brachycera). Wereldwijd omvat deze familie zo'n 16 geslachten en 1900 soorten.

## Levenswijze
De vliegen zijn bosgebonden. Ze geven de voorkeur aan vochtige bossen als leefgebied. De larven ontwikkelen zich in rottend hout of in afval. Sommige larven vormen mijnen in gevallen bladeren, andere vormen gallen in de bloemhoofdjes van viooltjes.

## Geslachten
- Afrominettia
- Agriphoneura
- Allogriphoneura
- Allominettia
- Amblada
- Aprochaetops
- Arnomyia
- Asilostoma
- Aulogastromyia
- Australinina
- Bacilloflagellomera
- Baliopteridion
- Blepharolauxania
- Caeniamima
- Cainohomoneura
- Calliopum
- Camptoprosopella
- Celyphohomoneura
- Celypholauxania
- Cephalella
- Cephaloconus
- Cerataulina
- Ceratolauxania
- Cestrotus
- Chaetocoelia
- Chaetolauxania
- Chilocryptus
- Chlorops
- Cnemacantha
- Dacus
- Deceia
- Depressa
- Deutominettia
- Dioides
- Diplochasma
- Drepanephora
- Drosophila
- Dryomyzothea
- Dryosapromyza
- Dyticomyia
- Eriurgus
- Eucyclosis
- Euprosopomyia
- Eurychoromyia
- Eusapromyza
- Evertomyia
- Freyia
- Gauzania
- Gibbolauxania
- Griphominettia
- Griphoneura
- Heleomyza
- Hendelimyza
- Himantopyga
- Hirtodeceia
- Holopticander
- Homoneura
- Hypagoga
- Incurviseta
- Isoclusia
- Itomyia
- Katalauxania
- Kertesziella
- Kerteszomyia
- Kimiella
- Lauxania
- Lauxanostegana
- Longifrons
- Luzonomyza
- Lyciella
- Lyciovibrissina
- Lyperomyia
- Mallochomyza
- Maquilingia
- Marmarodeceia
- Meiosimyza
- Melanina
- Melanomyza
- Melanopachycerina
- Melinomyia
- Mettinia
- Minettia
- Minilauxania
- Musca
- Mycterella
- Neodeceia
- Neogeomyza
- Neogriphoneura
- Neominettia
- Neopachycerina
- Neoparoecus
- Neotrigonometopus
- Neoxangelina
- Nimettia
- Noeetomima
- Noonamyia
- Ocellominettia
- Oncodometopus
- Pachycerina
- Pachyopella
- Panurgopsis
- Paracestrotus
- Paralauxania
- Paranomina
- Parapachycerina
- Paraphysoclypeus
- Peplominettia
- Peplomyza
- Phobeticomyia
- Physegenua
- Physoclypeus
- Piophila
- Platygraphium
- Pleurigona
- Poecilohetaerella
- Poecilohetaerus
- Poecilolycia
- Poecilominettia
- Poichilus
- Procestrotus
- Prochaetopsis
- Procrita
- Prorhaphochaeta
- Prosamyza
- Prosopomyia
- Prosopophorella
- Protrigonometopus
- Pseudocalliope
- Pseudogriphoneura
- Pseudominettia
- Rhabdolauxania
- Rhagadolyra
- Ritaemyia
- Salebrifacies
- Sapromyza
- Sapromyzosoma
- Scathophaga
- Sciasminettia
- Sciasmomyia
- Sciosapromyza
- Scutolauxania
- Setulina
- Siphonophysa
- Spathecerus
- Steganolauxania
- Steganopsis
- Stenolauxania
- Tanyura
- Tauridion
- Teratocranum
- Teratolauxania
- Themara
- Tibiominettia
- Tricholauxania
- Triconopsis
- Trigonometopsis
- Trigonometopus
- Trisapromyza
- Trivialia
- Trypaneoides
- Trypeta
- Trypetisoma
- Wawu
- Xangelina
- Xeniconeura
- Xenochaetina
- Xenopterella
- Zanjensiella